# Costumbres (programa de televisión)
Costumbres fue un programa de televisión peruano, enfocado en la cultura nacional y conducido por Sonaly Tuesta para TV Perú.

## Historia
El programa fue planificado como suplemento del periódico peruano El Sol. En 1999 se presentó un piloto para el canal UHF 57 de Lima. Finalmente fue recibido por el canal estatal TV Perú y se emitió por primera vez el 5 de julio del 2000 con la cobertura de la fiesta de Santa Isabel en el departamento de Áncash.
El programa Costumbres toma su nombre del plato representativo de la localidad donde vivió Tuesta. Su objetivo principal es explorar costumbres gastronómicas y culturales diversas más allá de su región. A través de visitas a establecimientos emblemáticos, el programa no solo destaca los atractivos turísticos, sino que también profundiza en las costumbres locales.
Además realiza campañas de difusión de culturas originarias de la zona. Debido a que el programa nació al mismo tiempo que ocurrió Reportaje al Perú, también de documentales, Costumbres se diferenció en resaltar el aspecto esotérico de sus pobladores. De hecho, en 2020 los dos presentadores Tuesta y Manolo de Castillo anunciaron un especial por los veinte años de emisión casi ininterrumpidos.
En 2002 se lanzó su revista web como complemento a su programa de televisión y ofrecer información sobre los lugares turísticos de interés.
Para 2012 se documentaron más de 400 festividades regionales, en que se resalta la diversidad cultural del territorio nacional.
En junio de 2016 se suspendió la emisión del programa tras contraer paramixovirus, que permaneció en cuidados intensivos en la clínica. Regresó a la conducción en septiembre de ese año, en que a la vez se renovó su imagen visual para atraer al público joven.
El programa finalizó en 2020 tras la renuncia de Tuesta al canal.

## Premios y nominaciones

### Premios LucesdeEl Comercio
| Año  | Categoría               | Trabajo    | Resultado | Ref.          |
| ---- | ----------------------- | ---------- | --------- | ------------- |
| 2018 | Mejor programa cultural | Costumbres | Ganador   | [ 13 ] [ 14 ] |

### Otros reconocimientos
En 2006 el programa obtuvo el premio de lo mejor del año por la Asociación Nacional de Anunciantes luego de estar nominada por cinco años. En 2007 recibió el reconocimiento del III Concurso Nacional de Periodismo Ramón Remolina Serrano por la Cámara de Comercio de Lima, en la categoría de prensa televisiva. En 2008 Sonaly Tuesta fue condecorada como Ciudadana 2007, en que su programa fue elegido por los encuestados como mejor programa nacional por la asociación Veeduría Ciudadana.